# 侯圣春
侯圣春（1972年—），山东省济宁市汶上县人，现居于山东省枣庄市，中国农民发明家。

## 早年生活
侯圣春儿时经常拆家中的电器，亦能修复一些电器。初中毕业以后，就外出打工。从2001年起，侯圣春有了发明。他的第一项发明是摩托车爆胎助力器，因为曾经他有一次借他人的摩托车骑出门，半路车胎气用尽了。2003年10月，侯圣春的摩托车车爆胎助力器获得了第一项中国国家专利。